# Ommatius schineri
Ommatius schineri är en tvåvingeart som beskrevs av Martin 1965. Ommatius schineri ingår i släktet Ommatius och familjen rovflugor. Inga underarter finns listade i Catalogue of Life.